# Papilio himeros
Papilio himeros је врста лептира из породице једрилаца (лат. Papilionidae).

## Распрострањење
Врста је присутна у Аргентини и Бразилу.

## Станиште
Врста Papilio himeros има станиште на копну.

## Угроженост
Ова врста је на нижем степену опасности од изумирања, и сматра се скоро угроженим таксоном.